# 오무라이역
오무라이역(일본어: 小村井駅, おむらいえき)은 일본 도쿄도 스미다구에 있는 도부 철도 가메이도 선 역이다. 역 번호는 TS 41이다.

## 역사
- 1928년 4월 15일: 영업 개시.

## 역 구조
상대식 승강장 2면 2선의 지상역이다. 역사는 히키후네 방면 승강장의 히가시아즈마 쪽에 있으며, 상하행선 플랫폼 사이를 연결하는 지하 통로가 설치되어 있다.

### 승강장
| 번호 | 노선            | 방향 | 행선          |
| ---- | --------------- | ---- | ------------- |
| 1    | 도부 가메이도선 | 하행 | 히키후네 행   |
| 2    | 도부 가메이도선 | 상행 | 가메이도 방면 |

## 역 주변
- 메이지도리(도쿄도도 제306호선)
- 무코지마 경찰서
- 스미다 구청 분카 출장소
- 스미다 중소 기업 센터
- 스미다 환경 접촉관
- 아즈마 백수원
- 스미다 다치바나 우체국

## 인접역
| 도부 철도 가메이도 선            | 도부 철도 가메이도 선 | 도부 철도 가메이도 선        |
| -------------------------------- | --------------------- | ---------------------------- |
| TS 42 히가시아즈마 가메이도 방면 |                       | 히키후네 TS 04 히키후네 방면 |